# 138,6 mm/50 Model 1934
138,6mm/50 Model 1934 — 138-миллиметровое корабельное артиллерийское орудие, разработанное и производившееся в Франции. Состояло на вооружении ВМС Франции. Стало развитием морского орудия калибра 138,6 mm/50 Model 1929. Предназначалось для вооружение контрминоносцев нового поколения. Этими орудиями оснащались контрминоносцы типа «Могадор». Также предполагалось оснастить этими орудиями контрминоносцы типа «Клебер», но они не были заложены в связи с началом Второй мировой войны.

## Конструкция
По своей конструкции орудие Model 1934 в основном повторяло Model 1929. Они имели одинаковый ствол-моноблок длиной 50 калибров и полуавтоматический клиновой затвор. Различия орудий заключались лишь в механизмах заряжания и типе орудийной установки. Model 1929 имело ручное заряжание, а Model 1934 комбинированное, при котором снаряд заряжался механически, а гильза досылалась вручную. Фактически система заряжания на типе «Могадор» оказалась технически недоведённой и ненадёжной. Предполагалось достичь скорострельности 14 выстрелов в минуту на ствол, но затем её сначала снизили до 12 выстрелов в минуту, а затем и до 10, что соответствовало скорострельности Model 1929. На практике продолжительная скорострельность первоначально не превышала 3—5 выстрелов в минуту и лишь после упорных тренировок расчётов и доводки механизмов удалось достичь продолжительной скорострельности 8 выстрелов в минуту, а на короткое время — 10 выстрелов в минуту.

## Боеприпасы
Орудия стреляли снарядами двух типов — бронебойным, массой 40,6 кг и фугасным, массой 40,2 кг. Вес метательного заряда составлял 12 кг, как и у предыдущей модели. Бронебойный снаряд содержал 2,3 кг взрывчатого вещества. Бронепробиваемость достигала 151 мм брони на дистанции 27 кабельтовых (5000 м), 81 мм на дистанции 54 кабельтовых (10 000 м) и 57 мм на дистанции 80 кабельтовых (14 816 м). Таким образом, 138,6-мм снаряды были опасны даже для крейсеров.